# تيد ليو
تيد ليو (بالإنجليزية: Ted Leo)‏ هو مغني وموسيقي وعازف قيثارة أمريكي، ولد في 11 سبتمبر 1970 في ساوث بند في الولايات المتحدة.

## وصلات خارجية
- تيد ليو على موقع IMDb (الإنجليزية)
- تيد ليو على موقع ميوزك برينز (الإنجليزية)
- تيد ليو على موقع رولينغ ستون (الإنجليزية)
- تيد ليو على موقع أول ميوزيك (الإنجليزية)
- تيد ليو على موقع ديسكوغز (الإنجليزية)
- تيد ليو على موقع قاعدة بيانات الفيلم (الإنجليزية)